# 天衝 (アニメ演出家)
天衝（てんしょう、1976年6月7日 - ）は、日本のアニメ演出家・監督。合同会社バイブリーアニメーションスタジオ代表。千葉県出身。
田中 基樹（たなか もとき）名義でアニメーターとして活動していたが、2011年より名義を天衝に改め、演出家に転向。アニメーション監督も務めている。

## 経歴
幼稚園時代の頃からイラスト・工作・物作りに親しみを持っていた。漫画家や実写映画に関連する仕事を漠然と志していたが、偶然目にしたテレビアニメ『るろうに剣心』の第三十幕「復讐の悪鬼・志々雄真実の謀略」をきっかけに、イラストに自信をもっていた田中は自由度の高いアニメーターに進路を定め、1年制のアニメ専門学校に入学。その後「田中基樹」名義でアニメーターとしての活動を始める。
田中は作画担当時から絵コンテの内容を一方的に変更したり、タイムシート・撮影など演出について注文をつけたりすることが多く、ともかく我を通したがる時期があった。そういった姿勢もあって、2005年のOVA『円盤皇女ワるきゅーレ 星霊節の花嫁』にて演出デビューを果たす。一方でアニメーター時代に多くの失敗を経験してからは、それまでのわがままなスタンスを抑えるようになる。
後に所属していたWHITE FOXを退社、アニメーターとしての活動を半年間休業し、スキルアップのため3DCGの習得に取り組む。復帰後の2011年に名義を現在の「天衝」とし、演出に転向。テレビアニメ『きんいろモザイク』において初めてアニメーション監督を務める。当作品では少女らの何気ない日常を丹念に描き、高評価を得ている。
2017年5月1日、東京都三鷹市にバイブリーアニメーションスタジオを設立し、代表に就任。

## 作風・スタイル
原作が存在する作品のアニメーションを演出する場合、ヘルプの制作であってもまず作品を熟読し深く理解した上で取り組んでおり、原作を尊重した制作姿勢を重んじている。また、制作スタッフとの人間関係も重要視している。2015年現在においては、子供を対象とした作品制作に関心があり、アニメーション映画の監督を目指している。
メルヘンチックで小気味良い演出が特徴である。シネマスコープでの制作を好んでおり、初監督作品となった『きんいろモザイク』では第1話「ふしぎの国の」の回想シーンに使用、『グリザイアの果実』（及び続編の「迷宮」「楽園」）では製作のエイトビットに専用の原画紙とコンテ紙を作成させ、日本テレビアニメ史上初めて、全編を完全シネスコサイズで制作している。

## 嗜好
幼少期には藤子不二雄の作品、『キン肉マン』および『ドラゴンボール』に影響を受け、水木しげるの作品も愛好していた。アニメ作品においては、藤子不二雄の作品とりわけ映画『大長編ドラえもん』が大好きだった。中学生の頃はOVA『3×3 EYES』に熱中し、ドラマCDや関連グッズを追いかける時期があった。対して高校から大学の間にはほとんどアニメに触れず、バイクやギターといった方面に興味が転じていたが、専門学校に入学後、周囲に影響され再びアニメに強い関心を持つようになった。

## 参加作品

### テレビアニメ
1999年
- ゾイド -ZOIDS-（動画）

2001年
- ゾイド新世紀/ZERO（動画）
- ココロ図書館（原画）
- シャーマンキング（原画）

2002年
- 超重神グラヴィオン（原画）
- 爆転シュート ベイブレード2002（原画）
- 円盤皇女ワるきゅーレ（原画）
- あずまんが大王（原画）
- G-onらいだーす（原画）

2003年
- ストラトス・フォー（原画）
- ルパン三世 お宝返却大作戦!!（原画）
- 妄想科学シリーズ ワンダバスタイル（原画）
- D・N・ANGEL（原画）
- 宇宙のステルヴィア（原画）
- 一騎当千（作画監督・原画）
- R.O.D -THE TV-（第二原画）
- まぶらほ（作画監督）

2004年
- 忘却の旋律（OP原画）
- 蒼穹のファフナー（原画）
- 超重神グラヴィオンZwei（原画）
- 光と水のダフネ（作画監督・原画）
- ニニンがシノブ伝（原画）
- 神無月の巫女（作画監督・メカ作画監督・原画）
- 流星戦隊ムスメット（作画監督・原画）

2005年
- スターシップ・オペレーターズ（総作画監督）

2006年
- Gift ～ギフト～eternal rainbow（キャラクターデザイン・総作画監督・作画監督・原画）
- うたわれるもの（絵コンテ・演出・原画）

2007年
- 京四郎と永遠の空（原画）
- School Days（第6・12話作画監督）

2008年
- みなみけ～おかわり～（絵コンテ）

2009年
- ティアーズ・トゥ・ティアラ（絵コンテ・演出・設定協力）

2010年
- 刀語（第7話絵コンテ、第7話演出、第7話作画監督、第7話原画）

2012年
- ハイスクールD×D（第10話絵コンテ）
- この中に1人、妹がいる!（第2・7話絵コンテ、第2・7話演出、第7話原画）
- 織田信奈の野望（絵コンテ）
- リトルバスターズ!（OP原画）

2013年
- きんいろモザイク（監督・ED原画・絵コンテ・演出）

2014年
- グリザイアの果実（監督・絵コンテ・演出）

2015年
- ハロー!!きんいろモザイク（監督）
- グリザイアの迷宮（監督）
- グリザイアの楽園（監督）
- ご注文はうさぎですか??（ED絵コンテ・演出）

2016年
- Rewrite（監督・シリーズ構成）

2019年
- アズールレーン（監督、第9・10話総作画監督、第1・7・10・12話絵コンテ、第1・10・12話演出、第10話作画監督）

2022年
- ブラック★★ロックシューター DAWN FALL（監督）
- プリマドール（監督、第1・4・6・12話絵コンテ）

### 劇場アニメ
2016年
- きんいろモザイク Pretty Days（監督・構成）

### OVA
2002年
- ロマンスは剣の輝きII（原画）
- みずいろ OVA（全年齢版、原画）

2003年
- 円盤皇女ワるきゅーレ 十二月の夜想曲（原画）

2005年
- 円盤皇女ワるきゅーレ 星霊節の花嫁（演出）
- まほらば Heartful days（原画）

2019年
- グリザイア：ファントムトリガー THE ANIMATION（監督・シリーズ構成）
- グリザイア：ファントムトリガー THE ANIMATION スターゲイザー（シリーズ構成）

### ゲーム
2011年
- Rewrite（OPアニメーションディレクター）

### その他
2017年
- Bibury PROMOTION MOVIE（監督・絵コンテ・演出・編集）